# Brownville (Nova Jersey)
Brownville és una concentració de població designada pel cens dels Estats Units a l'estat de Nova Jersey. Segons el cens del 2000 tenia 2.660 habitants.

## Demografia
Segons el cens del 2000, Brownville tenia 2.660 habitants, 1.165 habitatges, i 709 famílies. La densitat de població era de 1.092,6 habitants/km².
Dels 1.165 habitatges en un 28% hi vivien nens de menys de 18 anys, en un 48,8% hi vivien parelles casades, en un 9% dones solteres, i en un 39,1% no eren unitats familiars. En el 35,2% dels habitatges hi vivien persones soles el 17,4% de les quals corresponia a persones de 65 anys o més que vivien soles. El nombre mitjà de persones vivint en cada habitatge era de 2,28 i el nombre mitjà de persones que vivien en cada família era de 2,99.
Per edats la població es repartia de la següent manera: un 21,8% tenia menys de 18 anys, un 4,9% entre 18 i 24, un 31,9% entre 25 i 44, un 25,1% de 45 a 60 i un 16,3% 65 anys o més.
L'edat mediana era de 40 anys. Per cada 100 dones de 18 o més anys hi havia 76,6 homes.
La renda mediana per habitatge era de 61.750 $ i la renda mediana per família de 83.636 $. Els homes tenien una renda mediana de 56.111 $ mentre que les dones 44.750 $. La renda per capita de la població era de 30.520 $. Aproximadament el 2,7% de les famílies i el 6,3% de la població estaven per davall del llindar de pobresa.

## Poblacions més properes
El següent diagrama mostra les poblacions més properes.